# Read All About It (Pt III)
Read all about it (pt III) is een nummer en single van de Schotse singer-songwriter Emeli Sandé.

## Tracklist
| Soort geluidsdrager | Uitgebracht | Tracks                     | Duur |
| ------------------- | ----------- | -------------------------- | ---- |
| Download            | 13-08-2012  | Read all about it (pt III) | 3:42 |

## Hitnoteringen
| Hitlijst            | Datum van binnenkomst | Hoogste positie | Aantal weken | Laatste notering |
| ------------------- | --------------------- | --------------- | ------------ | ---------------- |
| Single Top 100      | 18-08-2012            | 5               | 46           | 18-01-2014       |
| Nederlandse Top 40  | 11-05-2013            | 4               | 21           | 28-09-2013       |
| Vlaamse Ultratop 50 | 25-08-2012            | 24              | 26           | 08-06-2013       |
| Waalse Ultratop 50  | 25-08-2012            | 3               | 26           | 22-06-2013       |
| Australische Top 50 | 01-09-2013            | 40              | 2            | 08-09-2013       |
| Deense Top 40       | 24-08-2012            | 20              | 4            | 24-05-2013       |
| Franse Top 200      | 18-08-2012            | 7               | 58           | 21-12-2013       |
| Oostenrijkse Top 75 | 12-10-2012            | 4               | 25           | 05-04-2013       |
| Spaanse Top 50      | 28-04-2013            | 24              | 2            | 05-05-2013       |
| UK Singles Chart    | 25-02-2012            | 3               | 68           | 09-11-2013       |
| Zwitserse Top 75    | 25-08-2012            | 3               | 46           | 05-01-2014       |

### Nederlandse Top 40
| Hitnotering: 11-05-2013 t/m 28-09-2013 | Hitnotering: 11-05-2013 t/m 28-09-2013 | Hitnotering: 11-05-2013 t/m 28-09-2013 | Hitnotering: 11-05-2013 t/m 28-09-2013 | Hitnotering: 11-05-2013 t/m 28-09-2013 | Hitnotering: 11-05-2013 t/m 28-09-2013 | Hitnotering: 11-05-2013 t/m 28-09-2013 | Hitnotering: 11-05-2013 t/m 28-09-2013 | Hitnotering: 11-05-2013 t/m 28-09-2013 | Hitnotering: 11-05-2013 t/m 28-09-2013 | Hitnotering: 11-05-2013 t/m 28-09-2013 | Hitnotering: 11-05-2013 t/m 28-09-2013 | Hitnotering: 11-05-2013 t/m 28-09-2013 | Hitnotering: 11-05-2013 t/m 28-09-2013 | Hitnotering: 11-05-2013 t/m 28-09-2013 | Hitnotering: 11-05-2013 t/m 28-09-2013 | Hitnotering: 11-05-2013 t/m 28-09-2013 | Hitnotering: 11-05-2013 t/m 28-09-2013 | Hitnotering: 11-05-2013 t/m 28-09-2013 | Hitnotering: 11-05-2013 t/m 28-09-2013 | Hitnotering: 11-05-2013 t/m 28-09-2013 | Hitnotering: 11-05-2013 t/m 28-09-2013 | Hitnotering: 11-05-2013 t/m 28-09-2013 |
| Week:                                  | 1                                      | 2                                      | 3                                      | 4                                      | 5                                      | 6                                      | 7                                      | 8                                      | 9                                      | 10                                     | 11                                     | 12                                     | 13                                     | 14                                     | 15                                     | 16                                     | 17                                     | 18                                     | 19                                     | 20                                     | 21                                     |                                        |
| -------------------------------------- | -------------------------------------- | -------------------------------------- | -------------------------------------- | -------------------------------------- | -------------------------------------- | -------------------------------------- | -------------------------------------- | -------------------------------------- | -------------------------------------- | -------------------------------------- | -------------------------------------- | -------------------------------------- | -------------------------------------- | -------------------------------------- | -------------------------------------- | -------------------------------------- | -------------------------------------- | -------------------------------------- | -------------------------------------- | -------------------------------------- | -------------------------------------- | -------------------------------------- |
| Positie:                               | 27                                     | 7                                      | 5                                      | 5                                      | 4                                      | 6                                      | 6                                      | 9                                      | 9                                      | 10                                     | 10                                     | 12                                     | 12                                     | 12                                     | 15                                     | 18                                     | 20                                     | 22                                     | 23                                     | 30                                     | 40                                     | uit                                    |

### NederlandseSingle Top 100
| Hitnotering: (Week 1 t/m 3) 18-08-2012 t/m 01-09-2012 Hitnotering: (Week 4 t/m 5) 03-11-2012 t/m 10-11-2012 Hitnotering: (Week 6) 24-11-2012 Hitnotering: (Week 7 t/m 8) 05-01-2013 t/m 12-01-2013 Hitnotering: (Week 9) 26-01-2013 Hitnotering: (Week 10 t/m) 27-04-2013 t/m | Hitnotering: (Week 1 t/m 3) 18-08-2012 t/m 01-09-2012 Hitnotering: (Week 4 t/m 5) 03-11-2012 t/m 10-11-2012 Hitnotering: (Week 6) 24-11-2012 Hitnotering: (Week 7 t/m 8) 05-01-2013 t/m 12-01-2013 Hitnotering: (Week 9) 26-01-2013 Hitnotering: (Week 10 t/m) 27-04-2013 t/m | Hitnotering: (Week 1 t/m 3) 18-08-2012 t/m 01-09-2012 Hitnotering: (Week 4 t/m 5) 03-11-2012 t/m 10-11-2012 Hitnotering: (Week 6) 24-11-2012 Hitnotering: (Week 7 t/m 8) 05-01-2013 t/m 12-01-2013 Hitnotering: (Week 9) 26-01-2013 Hitnotering: (Week 10 t/m) 27-04-2013 t/m | Hitnotering: (Week 1 t/m 3) 18-08-2012 t/m 01-09-2012 Hitnotering: (Week 4 t/m 5) 03-11-2012 t/m 10-11-2012 Hitnotering: (Week 6) 24-11-2012 Hitnotering: (Week 7 t/m 8) 05-01-2013 t/m 12-01-2013 Hitnotering: (Week 9) 26-01-2013 Hitnotering: (Week 10 t/m) 27-04-2013 t/m | Hitnotering: (Week 1 t/m 3) 18-08-2012 t/m 01-09-2012 Hitnotering: (Week 4 t/m 5) 03-11-2012 t/m 10-11-2012 Hitnotering: (Week 6) 24-11-2012 Hitnotering: (Week 7 t/m 8) 05-01-2013 t/m 12-01-2013 Hitnotering: (Week 9) 26-01-2013 Hitnotering: (Week 10 t/m) 27-04-2013 t/m | Hitnotering: (Week 1 t/m 3) 18-08-2012 t/m 01-09-2012 Hitnotering: (Week 4 t/m 5) 03-11-2012 t/m 10-11-2012 Hitnotering: (Week 6) 24-11-2012 Hitnotering: (Week 7 t/m 8) 05-01-2013 t/m 12-01-2013 Hitnotering: (Week 9) 26-01-2013 Hitnotering: (Week 10 t/m) 27-04-2013 t/m | Hitnotering: (Week 1 t/m 3) 18-08-2012 t/m 01-09-2012 Hitnotering: (Week 4 t/m 5) 03-11-2012 t/m 10-11-2012 Hitnotering: (Week 6) 24-11-2012 Hitnotering: (Week 7 t/m 8) 05-01-2013 t/m 12-01-2013 Hitnotering: (Week 9) 26-01-2013 Hitnotering: (Week 10 t/m) 27-04-2013 t/m | Hitnotering: (Week 1 t/m 3) 18-08-2012 t/m 01-09-2012 Hitnotering: (Week 4 t/m 5) 03-11-2012 t/m 10-11-2012 Hitnotering: (Week 6) 24-11-2012 Hitnotering: (Week 7 t/m 8) 05-01-2013 t/m 12-01-2013 Hitnotering: (Week 9) 26-01-2013 Hitnotering: (Week 10 t/m) 27-04-2013 t/m | Hitnotering: (Week 1 t/m 3) 18-08-2012 t/m 01-09-2012 Hitnotering: (Week 4 t/m 5) 03-11-2012 t/m 10-11-2012 Hitnotering: (Week 6) 24-11-2012 Hitnotering: (Week 7 t/m 8) 05-01-2013 t/m 12-01-2013 Hitnotering: (Week 9) 26-01-2013 Hitnotering: (Week 10 t/m) 27-04-2013 t/m | Hitnotering: (Week 1 t/m 3) 18-08-2012 t/m 01-09-2012 Hitnotering: (Week 4 t/m 5) 03-11-2012 t/m 10-11-2012 Hitnotering: (Week 6) 24-11-2012 Hitnotering: (Week 7 t/m 8) 05-01-2013 t/m 12-01-2013 Hitnotering: (Week 9) 26-01-2013 Hitnotering: (Week 10 t/m) 27-04-2013 t/m | Hitnotering: (Week 1 t/m 3) 18-08-2012 t/m 01-09-2012 Hitnotering: (Week 4 t/m 5) 03-11-2012 t/m 10-11-2012 Hitnotering: (Week 6) 24-11-2012 Hitnotering: (Week 7 t/m 8) 05-01-2013 t/m 12-01-2013 Hitnotering: (Week 9) 26-01-2013 Hitnotering: (Week 10 t/m) 27-04-2013 t/m | Hitnotering: (Week 1 t/m 3) 18-08-2012 t/m 01-09-2012 Hitnotering: (Week 4 t/m 5) 03-11-2012 t/m 10-11-2012 Hitnotering: (Week 6) 24-11-2012 Hitnotering: (Week 7 t/m 8) 05-01-2013 t/m 12-01-2013 Hitnotering: (Week 9) 26-01-2013 Hitnotering: (Week 10 t/m) 27-04-2013 t/m | Hitnotering: (Week 1 t/m 3) 18-08-2012 t/m 01-09-2012 Hitnotering: (Week 4 t/m 5) 03-11-2012 t/m 10-11-2012 Hitnotering: (Week 6) 24-11-2012 Hitnotering: (Week 7 t/m 8) 05-01-2013 t/m 12-01-2013 Hitnotering: (Week 9) 26-01-2013 Hitnotering: (Week 10 t/m) 27-04-2013 t/m | Hitnotering: (Week 1 t/m 3) 18-08-2012 t/m 01-09-2012 Hitnotering: (Week 4 t/m 5) 03-11-2012 t/m 10-11-2012 Hitnotering: (Week 6) 24-11-2012 Hitnotering: (Week 7 t/m 8) 05-01-2013 t/m 12-01-2013 Hitnotering: (Week 9) 26-01-2013 Hitnotering: (Week 10 t/m) 27-04-2013 t/m | Hitnotering: (Week 1 t/m 3) 18-08-2012 t/m 01-09-2012 Hitnotering: (Week 4 t/m 5) 03-11-2012 t/m 10-11-2012 Hitnotering: (Week 6) 24-11-2012 Hitnotering: (Week 7 t/m 8) 05-01-2013 t/m 12-01-2013 Hitnotering: (Week 9) 26-01-2013 Hitnotering: (Week 10 t/m) 27-04-2013 t/m | Hitnotering: (Week 1 t/m 3) 18-08-2012 t/m 01-09-2012 Hitnotering: (Week 4 t/m 5) 03-11-2012 t/m 10-11-2012 Hitnotering: (Week 6) 24-11-2012 Hitnotering: (Week 7 t/m 8) 05-01-2013 t/m 12-01-2013 Hitnotering: (Week 9) 26-01-2013 Hitnotering: (Week 10 t/m) 27-04-2013 t/m | Hitnotering: (Week 1 t/m 3) 18-08-2012 t/m 01-09-2012 Hitnotering: (Week 4 t/m 5) 03-11-2012 t/m 10-11-2012 Hitnotering: (Week 6) 24-11-2012 Hitnotering: (Week 7 t/m 8) 05-01-2013 t/m 12-01-2013 Hitnotering: (Week 9) 26-01-2013 Hitnotering: (Week 10 t/m) 27-04-2013 t/m | Hitnotering: (Week 1 t/m 3) 18-08-2012 t/m 01-09-2012 Hitnotering: (Week 4 t/m 5) 03-11-2012 t/m 10-11-2012 Hitnotering: (Week 6) 24-11-2012 Hitnotering: (Week 7 t/m 8) 05-01-2013 t/m 12-01-2013 Hitnotering: (Week 9) 26-01-2013 Hitnotering: (Week 10 t/m) 27-04-2013 t/m | Hitnotering: (Week 1 t/m 3) 18-08-2012 t/m 01-09-2012 Hitnotering: (Week 4 t/m 5) 03-11-2012 t/m 10-11-2012 Hitnotering: (Week 6) 24-11-2012 Hitnotering: (Week 7 t/m 8) 05-01-2013 t/m 12-01-2013 Hitnotering: (Week 9) 26-01-2013 Hitnotering: (Week 10 t/m) 27-04-2013 t/m | Hitnotering: (Week 1 t/m 3) 18-08-2012 t/m 01-09-2012 Hitnotering: (Week 4 t/m 5) 03-11-2012 t/m 10-11-2012 Hitnotering: (Week 6) 24-11-2012 Hitnotering: (Week 7 t/m 8) 05-01-2013 t/m 12-01-2013 Hitnotering: (Week 9) 26-01-2013 Hitnotering: (Week 10 t/m) 27-04-2013 t/m | Hitnotering: (Week 1 t/m 3) 18-08-2012 t/m 01-09-2012 Hitnotering: (Week 4 t/m 5) 03-11-2012 t/m 10-11-2012 Hitnotering: (Week 6) 24-11-2012 Hitnotering: (Week 7 t/m 8) 05-01-2013 t/m 12-01-2013 Hitnotering: (Week 9) 26-01-2013 Hitnotering: (Week 10 t/m) 27-04-2013 t/m | Hitnotering: (Week 1 t/m 3) 18-08-2012 t/m 01-09-2012 Hitnotering: (Week 4 t/m 5) 03-11-2012 t/m 10-11-2012 Hitnotering: (Week 6) 24-11-2012 Hitnotering: (Week 7 t/m 8) 05-01-2013 t/m 12-01-2013 Hitnotering: (Week 9) 26-01-2013 Hitnotering: (Week 10 t/m) 27-04-2013 t/m | Hitnotering: (Week 1 t/m 3) 18-08-2012 t/m 01-09-2012 Hitnotering: (Week 4 t/m 5) 03-11-2012 t/m 10-11-2012 Hitnotering: (Week 6) 24-11-2012 Hitnotering: (Week 7 t/m 8) 05-01-2013 t/m 12-01-2013 Hitnotering: (Week 9) 26-01-2013 Hitnotering: (Week 10 t/m) 27-04-2013 t/m | Hitnotering: (Week 1 t/m 3) 18-08-2012 t/m 01-09-2012 Hitnotering: (Week 4 t/m 5) 03-11-2012 t/m 10-11-2012 Hitnotering: (Week 6) 24-11-2012 Hitnotering: (Week 7 t/m 8) 05-01-2013 t/m 12-01-2013 Hitnotering: (Week 9) 26-01-2013 Hitnotering: (Week 10 t/m) 27-04-2013 t/m | Hitnotering: (Week 1 t/m 3) 18-08-2012 t/m 01-09-2012 Hitnotering: (Week 4 t/m 5) 03-11-2012 t/m 10-11-2012 Hitnotering: (Week 6) 24-11-2012 Hitnotering: (Week 7 t/m 8) 05-01-2013 t/m 12-01-2013 Hitnotering: (Week 9) 26-01-2013 Hitnotering: (Week 10 t/m) 27-04-2013 t/m | Hitnotering: (Week 1 t/m 3) 18-08-2012 t/m 01-09-2012 Hitnotering: (Week 4 t/m 5) 03-11-2012 t/m 10-11-2012 Hitnotering: (Week 6) 24-11-2012 Hitnotering: (Week 7 t/m 8) 05-01-2013 t/m 12-01-2013 Hitnotering: (Week 9) 26-01-2013 Hitnotering: (Week 10 t/m) 27-04-2013 t/m |
| Week: | 1 | 2 | 3 | | 4 | 5 | | 6 | | 7 | 8 | | 9 | | 10 | 11 | 12 | 13 | 14 | 15 | 16 | 17 | 18 | 19 | 20 |
| --- | --- | --- | --- | --- | --- | --- | --- | --- | --- | --- | --- | --- | --- | --- | --- | --- | --- | --- | --- | --- | --- | --- | --- | --- | --- |
| Positie: | 35 | 56 | 100 | uit | 93 | 70 | uit | 77 | uit | 80 | 94 | uit | 99 | uit | 59 | 26 | 6 | 5 | 8 | 5 | 6 | 10 | 11 | 10 | 9 |
| Week: | 21 | 22 | 23 | 24 | 25 | 26 | 27 | 28 | 29 | 30 | 31 | 32 | 33 | 34 | 35 | 36 | 37 | 38 | 39 | 40 | 41 | 42 | 43 | 44 | 45 |
| Positie: | 13 | 13 | 15 | 17 | 15 | 20 | 21 | 28 | 30 | 36 | 42 | 46 | 40 | 56 | 59 | 80 | 80 | 92 | 76 | 63 | 74 | | | | |

### NPO Radio 2 Top 2000
| Nummer met noteringen in de NPO Radio 2 Top 2000 | '13  | '14 | '15  | '16  | '17 | '18  |
| ------------------------------------------------ | ---- | --- | ---- | ---- | --- | ---- |
| Read All About It                                | 1017 | 985 | 1306 | 1645 | -   | 1983 |

1. ↑  Een '-' betekent dat het nummer niet was genoteerd en een vetgedrukt getal geeft de hoogste notering aan.
2. ↑  2013 was het eerste jaar met een notering voor dit nummer.
3. ↑  Deze tabel is bijgewerkt tot en met de laatste editie (2024).